# جاناتان وارد (بازیگر)
جاناتان وارد (به انگلیسی: Jonathan Ward) (زاده ۲۴ اوت ۱۹۷۰)، بازیگر آمریکایی است.
از کارهای معروف او می‌توان به گویندگی در انیمیشن فرنگولی: آخرین جنگل بارانی و بازی در ماگنولیاهای فولادی، تابستان آب سفید و چارلز مسئول اشاره کرد.